# Палестрина
Вижте пояснителната страница за други значения на Палестрина.
Палестрина, античният Пренест (на италиански: Palestrina, Praeneste, Πραίνεστος) е град и община в провинция Рим, регион Лацио, Централна Италия.
Градът има 21 872 жители (31 декември 2017 г.). Намира се на 37 км източно от Рим и 52 км западно от Фрозиноне.
Свързва се от древни времена чрез Via Prenestina с Рим, a от Средновековието най-важен път е Via Casilina, днес Strada Statale 6.
Гръдът е построен в тераса-формат на стръмното плато Monte Ginestro, част от планината Monti Prenestini.

## История
Основател на древния град Пренест (Praeneste, Πραίνεστος) e митологичният Цекул. Споменава се и Пренест, син на Латин и внук на Одисей и Телегон, син на Одисей и Цирцея. Соперед Страбон градът е гръцки и се казвал Polystephanos, някои учени смятат, че е на италиките.
Градът е основан през 8 или 7 век пр.н.е. като колония на Алба Лонга. Рим обявява война на Пренест през 382 пр.н.е. и впоследствие през 380 пр.н.е. пренестиците стигат до стените на Рим. Тогава Тит Квинкций Цинцинат Капитолин е избран за диктатор. Римляните превземат осемте града, владени от Пренест и Пренест капитулира. Диктаторът донася една статуя на Юпитер Император от Пренест и я постава на Капитолия с гордия надпис: Юпитер и боговете дадоха на диктатор Т. Квинкций да завоюва 9 града.
(Iuppiter atque divi omnes hoc dederunt ut T. Quinctius dictator oppida novem caperet.).
През 82 пр.н.е. Пренест играе отново важна роля при битките на Гай Марий Младши и Луций Корнелий Сула. Марий се скрива в града, но е заловен от Квинт Лукреций Офела, генерал на Сула. 12000 пренестаци са убити по заповед на Сула, a градът е разграбен. Става суланска колония и заради чистия си въздух място за вили на императори, учени и писатели.
В древността градът е прочут с храма на Фортуна, Fortuna Primigenia и оракула sortes Praenestinae.

## Известни личности
Родени в Палестрина
- Джовани Пиерлуиджи да Палестрина (1525 – 1594), композитор

Починали в Палестрина
- Дамас II (? – 1048), германски духовник